# Granite Falls (Minnesota)
Granite Falls – miasto w Stanach Zjednoczonych, w stanie Minnesota, w hrabstwie Yellow Medicine.